# 佐藤康三
佐藤 康三（さとう こうぞう、1951年 - ）は、日本のプロダクトデザイナー。1951年、東京生まれ。
1973年より、Scuola Politecnica di Design di Milan（ミラノデザイン工科学校・大学院）にて、グラフィックデザイナーのブルーノ・ムナーリに師事し、1976年にインダストリアルデザインコースを修了。ミラノ、R・bonetto studio spa.を経て、1983年に株式会社コーゾーデザインスタジオを設立し、代表取締役に就任。
1992年、生活用品「KOZO PROJECT」がクーパー・ヒューイット国立デザイン博物館、モントリオール装飾美術館に永久保存作品に選定される。
2022年、法政大学デザイン工学部システムデザイン学科教授退職。

## 主な作品

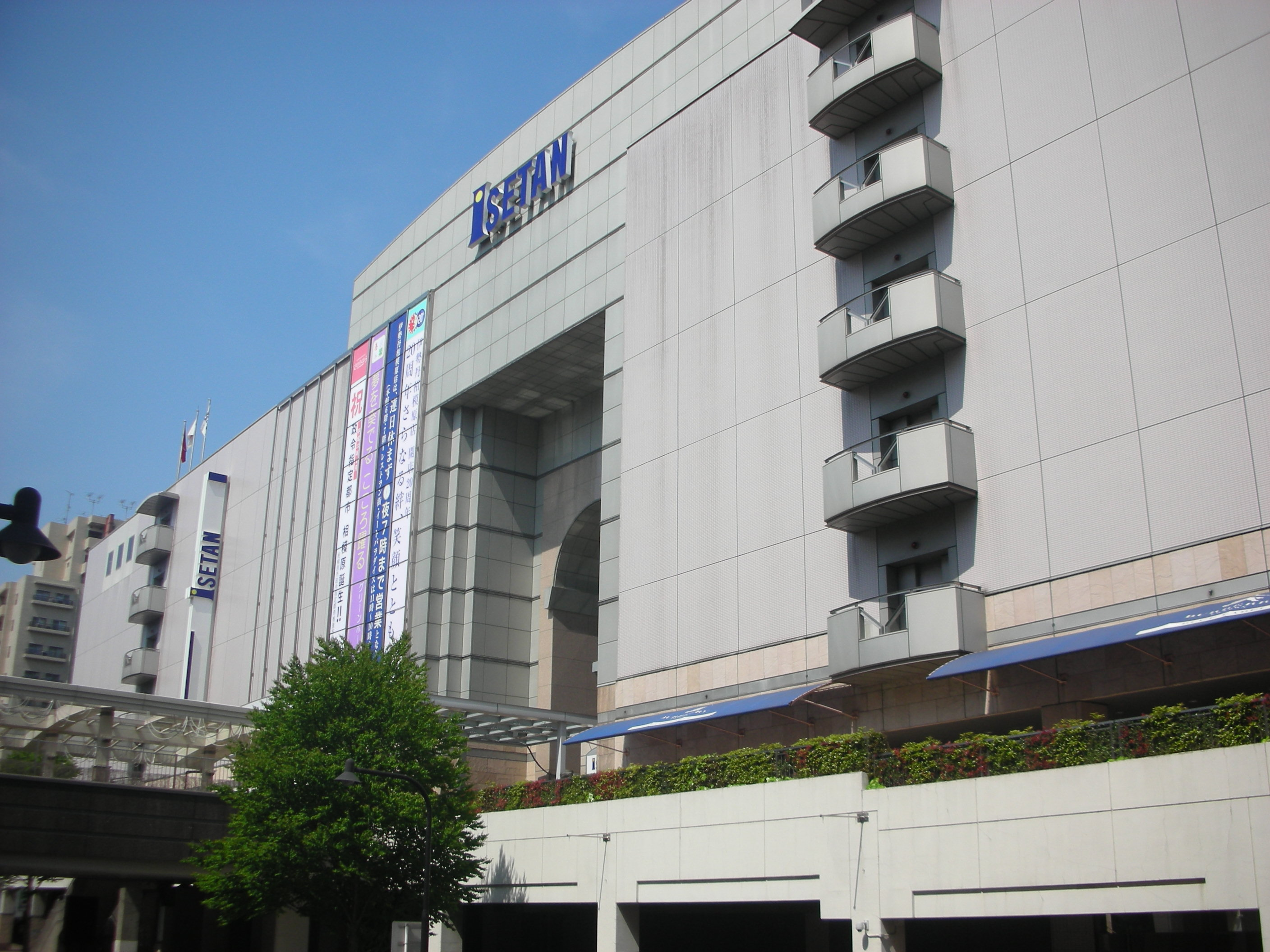
伊勢丹相模原店

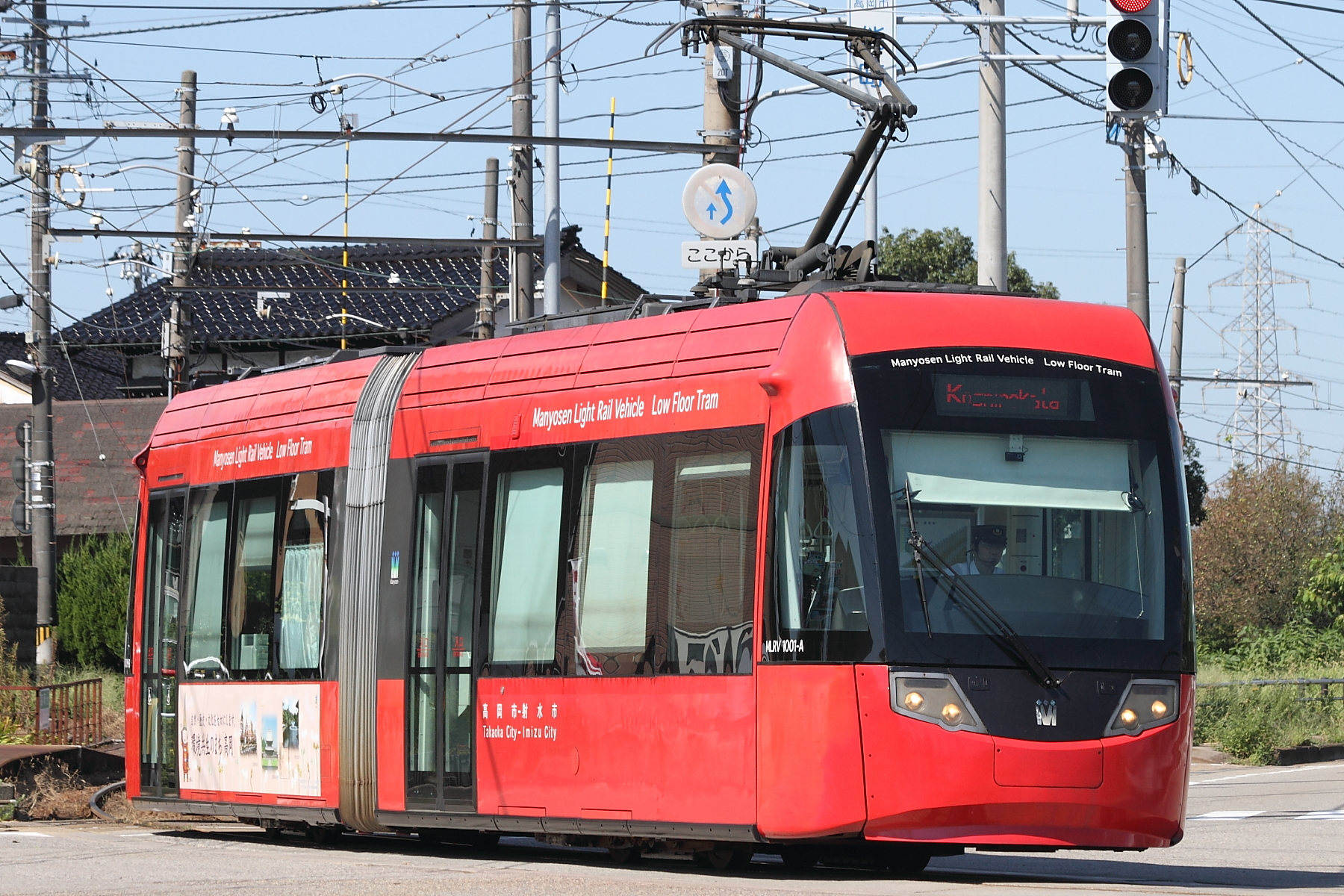
万葉線MLRV1000形

| 竣工年 | 名称                 | 所在地           | 国   | 用途     | 備考     |
| ------ | -------------------- | ---------------- | ---- | -------- | -------- |
| 1990年 | 伊勢丹相模原店       | 神奈川県相模原市 | 日本 | 百貨店   | 現存せず |
| 2003年 | 万葉線MLRV1000形電車 | 富山県高岡市     | 日本 | 路面電車 | 運用中   |

## 著書
- 「人間的生活のための デザインコンセプト45」（日本コンサルタント・グループ）1985年

## 参考
- 法政を知る・楽しむ　「デザイン工学部システムデザイン学科 教授　佐藤 康三」　法政大学